# Юр, Робби
Роберт Юр (англ. Robert Ure; родился 26 февраля 2004, Глазго) — шотландский футболист, нападающий клуба «Андерлехт».

## Клубная карьера
Уроженец Глазго, Робби является воспитанником футбольной академии клуба «Рейнджерс». 30 августа 2022 года дебютировал в основном составе «Рейнджерс» в матче Кубка шотландской лиги против «Куин оф зе Саут», отличившись забитым мячом на 10-й минуте. 12 ноября 2022 года дебютировал в шотландском Премьершипе в матче против «Сент-Миррена».

## Карьера в сборной
В 2022 году дебютировал за сборную Шотландии до 19 лет.